# ليندسي داي
ليندسي داي (بالإنجليزية: Lindsay Dey)‏ هو طبيب أسترالي، ولد في 31 مايو 1886 في Petersham, New South Wales ‏ في أستراليا، وتوفي في 22 يوليو 1973 في Bowral ‏ في أستراليا.